# Octomeria gemmula
Octomeria gemmula är en orkidéart som beskrevs av Germán Carnevali och Ivón Mercedes Ramírez Morillo. Octomeria gemmula ingår i släktet Octomeria och familjen orkidéer. Inga underarter finns listade i Catalogue of Life.